# Scotophilus nigrita
Scotophilus nigrita es una especie de murciélago de la familia Vespertilionidae.

## Distribución geográfica
Se encuentra en Senegal Costa de Marfil, Ghana Togo, Nigeria República Democrática del Congo, Sudán, Uganda Kenia Tanzania Malaui Mozambique y Zimbabue.